# Гаити на летних Олимпийских играх 2012
Гаити принимала участие в летних Олимпийских играх 2012 года, которые проходили в Лондоне (Великобритания) с 27 июля по 12 августа, где её представляли 5 спортсменов в двух видах спорта. На церемонии открытия Олимпийских игр флаг Гаити несла дзюдоистка Линуз Десравин, а на церемонии закрытия — бегунья Марлена Уэш.
На Летних Олимпийских играх 2012 Гаити не сумела завоевать ни одной олимпийской медали. Четыре из пяти спортсменов, выступающих за Гаити, родились при этом в США. Марлена Уэш стала единственной кто выступал в двух дисциплинах в своём виде спорта: на дистанциях 200 метров и 400 метров. Она не стала выступать на 200-метровой дистанции, а на 400 метров дошла до полуфинала.

## Состав и результаты

### Дзюдо
Линуз Десравин уступила в первом же раунде представительнице Монголии Мёнхбаатарын Бундмаа со счётом 0000:0010.
Женщины
| Соревнование | Спортсмены     | 1/16 финала               | 1/8 финала            | Четвертьфинал         | Полуфинал             | Финал                 | Место |
| Соревнование | Спортсмены     | Соперник Результат        | Соперник Результат    | Соперник Результат    | Соперник Результат    | Соперник Результат    | Место |
| ------------ | -------------- | ------------------------- | --------------------- | --------------------- | --------------------- | --------------------- | ----- |
| до 52 кг     | Линуз Десравин | MGLМ. Бундмаа П 0000:0100 | Завершила выступление | Завершила выступление | Завершила выступление | Завершила выступление | 17    |

### Лёгкая атлетика
Мужчины
Беговые виды
| Соревнование           | Спортсмены      | Отборочный раунд | Отборочный раунд | Отборочный раунд | Полуфинал            | Полуфинал            | Полуфинал            | Финал                | Финал                |
| Соревнование           | Спортсмены      | Забег            | Результат        | Место            | Забег                | Результат            | Место                | Результат            | Место                |
| ---------------------- | --------------- | ---------------- | ---------------- | ---------------- | -------------------- | -------------------- | -------------------- | -------------------- | -------------------- |
| 800 метров             | Моиз Джозеф     | 7                | 1:48,46          | 6                | Завершил выступление | Завершил выступление | Завершил выступление | Завершил выступление | Завершил выступление |
| 110 метров с барьерами | Джеффри Джалмис | 5                | 13,87            | 8                | Завершил выступление | Завершил выступление | Завершил выступление | Завершил выступление | Завершил выступление |

Технические виды
| Соревнование   | Спортсмены  | Квалификация | Квалификация | Финал     | Финал |
| Соревнование   | Спортсмены  | Результат    | Место        | Результат | Место |
| -------------- | ----------- | ------------ | ------------ | --------- | ----- |
| Тройной прыжок | Самир Лайне | 16,81        | 10 q         | 16,65     | 11    |

Женщины
Беговые виды
| Соревнование | Спортсмены  | Отборочный раунд | Отборочный раунд | Отборочный раунд | Полуфинал             | Полуфинал             | Полуфинал             | Финал                 | Финал                 |
| Соревнование | Спортсмены  | Забег            | Результат        | Место            | Забег                 | Результат             | Место                 | Результат             | Место                 |
| ------------ | ----------- | ---------------- | ---------------- | ---------------- | --------------------- | --------------------- | --------------------- | --------------------- | --------------------- |
| 200 метров   | Марлена Уэш | 1                | DNS              | DNS              | Завершила выступление | Завершила выступление | Завершила выступление | Завершила выступление | Завершила выступление |
| 400 метров   | Марлена Уэш | 7                | 51,98            | 3 Q              | 3                     | 52,49                 | 8                     | Завершила выступление | Завершила выступление |